# سوسیالیسم واقعاً موجود
سوسیالیسم واقعاً موجود(همچنین سوسیالیسم واقعی یا سوسیالیسم توسعه یافته) یک تکیه‌کلام ایدئولوژیک بود که در دوره لئونید برژنف در کشورهای بلوک شرق و اتحاد جماهیر شوروی سوسیالیستی رایج شد.
این لفظ به مدل برنامه‌ریزی اقتصادی شوروری اجرا شده از سوی احزاب کمونیست در آن دوره مشخص اشاره دارد.از دهه ۱۹۶۰ به بعد، کشورهایی نظیر جمهوری خلق لهستان، آلمان شرقی، جمهوری خلق مجارستان،
جمهوری سوسیالیستی چکسلواکی، و جمهوری فدرال سوسیالیستی یوگسلاوی شروع کردند به این ادعا که حتی اگر آنها به مفهوم مارکسیستی سوسیالیسم پایبند نباشند، سیاست‌هایشان بیانگر چیزی است که با لحاظ کردن سطح بهره‌وری شان به‌طور واقع بینانه امکانپذیر است.

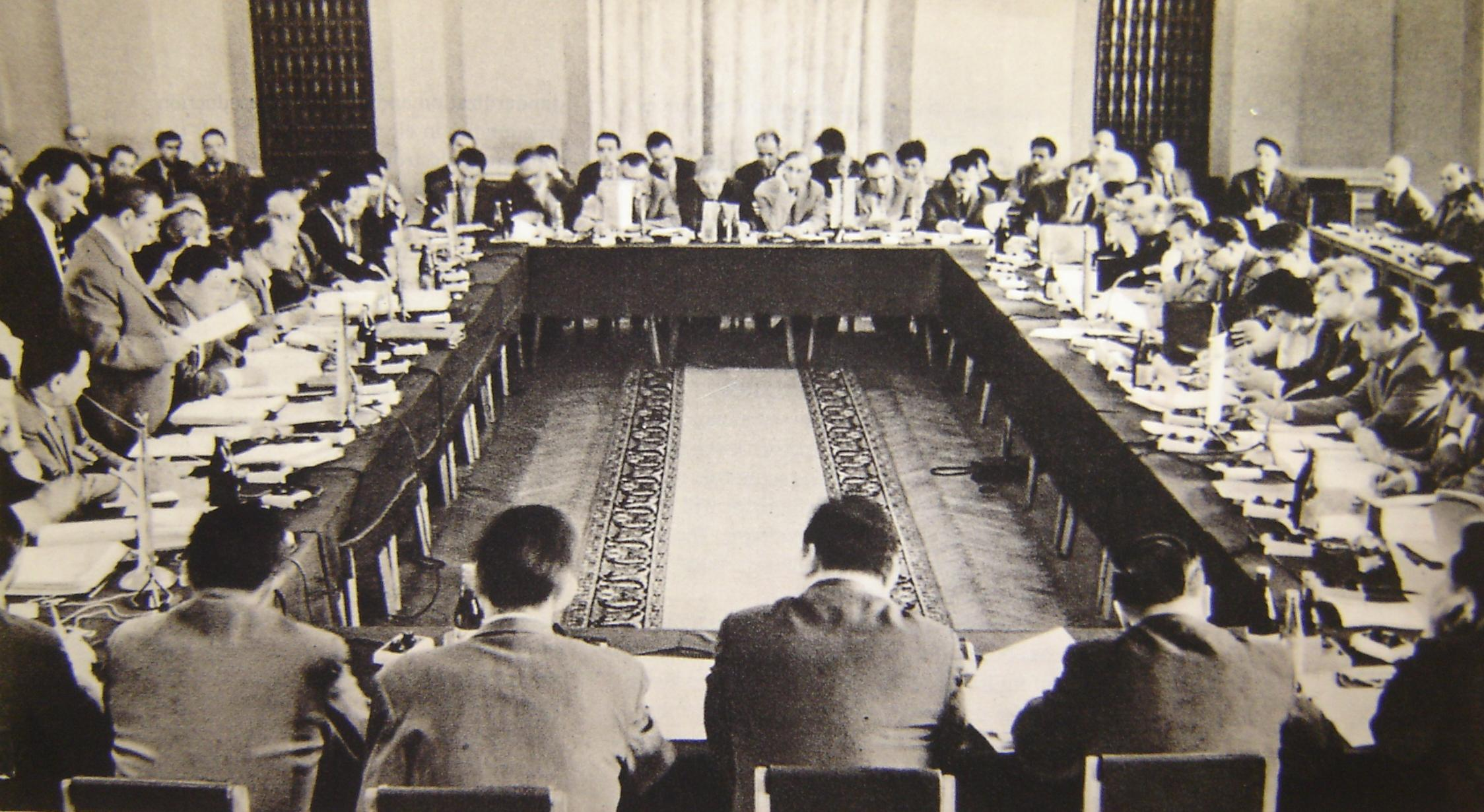
کمیته اجرایی کمکان